# Matt Taibbi
Matt Taibbi, właśc. Matthew C. Taibbi (ur. 2 marca 1970 w Bostonie) – amerykański publicysta. Jego dziennikarskie zainteresowania obejmują politykę, media, finanse oraz sport. Taibbi jest autorem książek z gatunku literatury faktu, odnoszących się do bieżących wydarzeń politycznych, gospodarczych i społecznych w Stanach Zjednoczonych, w tym: The Divide: American Injustice in the Age of the Wealth Gap (2014); Griftopia: Bubble Machines, Vampire Squids, and the Long Con That Is Breaking America (2010) oraz The Great Derangement: A Terrifying True Story of War, Politics, and Religion (2009).

## Młodość i wykształcenie
Matt Taibbi jest synem małżeństwa dziennikarzy telewizyjnych. Jego ojciec Mike Taibbi był dziennikarzem telewizji NBC. Matt Taibbi dorastał w Bostonie w stanie Massachusetts. Ojciec zainteresował go publicystyką oraz rosyjską literaturą, aczkolwiek odradzał synowi karierę dziennikarską. Uczęszczał do Concord Academy w Concord w stanie Massachusetts, a w 1992 r. uzyskał dyplom na Bard College w Annandale-on-Hudson w stanie Nowy Jork. Przez rok studiował na Państwowym Uniwersytecie Politechnicznym w Sankt Petersburgu. Taibbi jest ateistą/agnostykiem. Duży wpływ na niego miała twórczość Henry’ego L. Meneckena.

## Kariera
Karierę dziennikarską Taibbi rozpoczął w krajach byłego Związku Radzieckiego. Jeszcze w trakcie studiów na Bard College trafił do Rosji, gdzie jako freelancer nawiązał współpracę z redakcją anglojęzycznego dziennika „The Moscow Times”, z którym współpracował w latach 1992–1996. W 1992 r. przebywał przez pół roku jako reporter w Uzbekistanie, skąd w październiku został deportowany w związku z artykułem, jaki napisał dla Associated Press. Artykuł w negatywnym świetle przedstawiał działania prezydenta Uzbekistanu Isloma Karimova wymierzone w opozycyjne partie polityczne.
Podczas pierwszych lat pracy dziennikarskiej w Rosji Taibbi występował przez jeden sezon jako zawodnik zawodowej drużyny baseballowej Spartak Moskwa. Przebywając w Uzbekistanie pracował z baseballową reprezentacją narodową tego kraju. W 1996 r. grał w koszykówkę w jednej z zawodowych drużyn w lidze mongolskiej, gdzie nadano mu przydomek „mongolski Rodman”. Podczas pobytu w Mongolii Taibbi współpracował z mongolską agencją prasową Moncame.
W 1997 r. Matt Taibbi wraz z Markiem Amesem założył anglojęzyczny, darmowy dwutygodnik „The eXile” wydawany w Moskwie, który wzorowano na satyrycznym miesięczniku „Spy”'. „The eXile” pod redakcją Amesa i Taibbiego adresowany był przede wszystkim do amerykańskiej społeczności zamieszkującej stolicę Rosji i miejscowych anglofońskich odbiorców, a ze względu na prowokującą, satyryczną i często groteskową treść uważany był za kontrowersyjny. Jako współzałożyciel i redaktor „The eXile” Taibbi cieszył się dużą swobodę dziennikarską, gdyż do wydawanej w Moskwie gazety nie miały zastosowania amerykańskie przepisy prawa prasowego, a rosyjscy cenzorzy nie interesowali się wydawnictwem, które nie docierało do masowego odbiorcy. Jego artykuły dotyczyły szerokiego spektrum zagadnień i przybierały różne formy. Taibbi komentował w nich między innymi rosyjską politykę, transformację rosyjskiej gospodarki i krajowy rynek mediów, a także relacjonował wymyślne dowcipy, których ofiarami padały ważne osobistości. Dziennikarz krytykował sposób, w jaki w Rosji realizowano program prywatyzacyjny oraz amerykańskich konsultantów, którzy proces ten koordynowali. Taibbi stwierdził później, że misją „The eXile” było pisanie prawdy o kraju „rządzonym przez morderców i świnie, które ukradły co się dało, rozpętując taki chaos, że ludzie na prowincji zjadali siebie nawzajem z nudy i desperacji”. W tym czasie Matt Taibbi pisał także artykuły w języku rosyjskim dla gazet „Komsomolskaja prawda”, „Stringer” i „Trud”, a także w swoim ojczystym języku dla amerykańskich wydawców jak m.in. „Playboy”. W 2000 r. Taibbi i Ames napisali The Exile: Sex, Drugs, and Libel in the New Russia. W książce tej w groteskowy sposób opisują życie w Rosji, szczególnie w jej stolicy, z perspektywy osobistych doświadczeń i wydarzeń relacjonowanych na łamach „The eXile”. W późniejszym okresie Taibbi oświadczył, że podczas pisania książki był uzależniony od heroiny.
Taibbi na stałe wrócił do Stanów Zjednoczonych w 2002 r. W Buffalo w stanie Nowy Jork wraz z innym dziennikarzem z redakcji „The eXile”, Kevinem McElwee’em, założył satyryczny dwutygodnik „The Beast”, który miał przypominać „The eXile”. Niedługo potem Taibbi zakończył tę działalność, stwierdzając, że „prowadzenie przedsiębiorstwa i pisanie jednocześnie to za wiele.”
Po odejściu z redakcji „The Beast” Taibbi pisał jako freelancer dla „The Nation”, „New York Press”, „New York Sports Express”, „Playboya” i „Rolling Stone’a”. Relacjonował prawybory w Partii Demokratycznej przed wyborami prezydenckimi w 2004 r., a jego reportaże z kampanii ukazywały się w „The Nation”, „New York Press” i „Rolling Stone”. Swoje obserwacje z kampanii wyborczych Taibbi zawarł w książce Spanking the Donkey: On the Campaign Trail with the Democrats. Taibbi przedstawia w niej satyryczny obraz kampanii wyborczej, która jest w istocie „majstersztykiem w dziedzinie kłamstwa” wykonywanym przy udziale dziennikarzy niezainteresowanych wnikliwym i krytycznym relacjonowaniem kampanii i dociekliwym indagowaniem jej uczestników. Krytycy porównują książkę Spanking the Donkey Taibbiego do Fear and Loathing on the Campaign Trail '72 Huntera S. Thompsona, który również był zatrudniony w dziale politycznym redakcji „Rolling Stone’a”. Taibbi jednak odrzuca te porównania.
Taibbi zakończył współpracę z „New York Press” w sierpniu 2005 r., zaraz po tym jak redaktor Jeff Koyen został zmuszony do odejścia z powodu artykułu Taibbiego pt. „The 52 Funniest Things About The Upcoming Death of The Pope” (pol. 52 najzabawniejszych rzeczy w związku ze zbliżającą się śmiercią papieża), w którym Taibbi żartował z papieża.
W 2005 r. Taibbi został redaktorem współpracującym czasopisma Rolling Stone, które wydaje eseje, reportaże i felietony jego autorstwa dotyczące spraw krajowych i zagranicznych w dziedzinie polityki, mediów i finansów. Artykuły Taibbiego ukazują się w drukowanym wydaniu „Rolling Stone’a”, jak i na stronie internetowej czasopisma, na której autor prowadził swój blog pod nazwą „Taibblog”. W 2005 r. Taibbi wydał kolejną książkę Smells Like Dead Elephants: Dispatches from a Rotting Empire, która zawiera wybór jego artykułów z lat 2005–2006 publikowanych przede wszystkim w kolumnie felietonowej „Road Work” w miesięczniku „Rolling Stone” i dotyczących bieżących wydarzeń politycznych w Stanach Zjednoczonych.
Taibbi relacjonował wybory prezydenckie w 2008 r. dla programu Real Time with Bill Maher telewizji HBO. Był gościem w programie The Rachel Maddow Show telewizji MSNBC, a także występował w innych jej programach. Był gościem programu Democracy Now! oraz współpracował z redakcją programu Countdown with Keith Olbermann. Taibbi występuje jako gość w programach radiowych i telewizyjnych Thoma Hartmanna.

### Dziennikarstwo finansowe
Po wybuchu w 2007 r. kryzysu gospodarczego wywołanego krachem na amerykańskim rynku nieruchomości swoje dziennikarskie zainteresowania Matt Taibbi skierował w stronę gospodarki, bankowości i finansów. W lipcu 2009 r. „Rolling Stone” opublikował artykuł Taibbiego pt. The Great American Bubble Machine. Autor porównał w nim bank Goldman Sachs do wampirzycy piekielnej (ang. vampire squid), która „swoimi mackami owinęła się wokół twarzy ludzkości i bezustannie wpycha swój otwór gębowy wszędzie tam, gdzie zwęszy pieniądze”. Wyrażenie vampire squid, którym posłużył się Taibbi weszło do powszechnego użytku w anglojęzycznej publicystyce politycznej i finansowej na określenie instytucji finansowych, które „sabotują produkcję” i „zatapiają gospodarkę, z której wysysają życie w zamian za rentę dzierżawną.” Tłumaczenie tego artykułu pt. Wielka maszyna do robienia baniek zostało opublikowane w tygodniku „Przekrój” w lipcu 2009 r. Jest to jedyne tłumaczenie publicystyki Matta Taibbiego opublikowane w polskojęzycznej prasie.
Badając pomoc udzielaną bankom przez amerykańskie sądy w postępowaniu egzekucyjnym, Taibbi udał się do Jacksonville, aby przyglądać się, jak działa ekspresowy sąd (ang. rocket docket). Taibbi uznał, że sądy rozstrzygały sprawy egzekucji z nieruchomości, nie badając legalności instrumentów finansowych będących podstawą kredytów hipotecznych i orzekały w przyspieszonej procedurze, aby umożliwić szybkie zbycie nieruchomości, jednocześnie ukrywając oszukańczą i łupieżczą istotę tych kredytów.
Efektem dwóch lat pracy dziennikarskiej Matta Taibbiego poświęconej badaniu kryzysu finansowego, działalności największych banków oraz regulatorów rynków finansowych było wydanie w listopadzie 2010 r. książki Griftopia: Bubble Machines, Vampire Squids, and the Long Con That Is Breaking America. Zawiera ona wybór artykułów Taibbiego opublikowanych na łamach „Rolling Stone’a” w latach 2009–2010. Taibbi argumentuje w niej, że wbrew niektórym komentarzom kryzys nie został spowodowany przez drobnych ciułaczy, którzy chcieli dorobić się na rosnącym rynku nieruchomości, lecz przez chciwość bankierów, korzystających z postępującej deregulacji rynków finansowych, podyktowanej ideologią wolnorynkowego leseferyzmu wyznawanej przez dużą część polityków i najwyższych urzędników państwowych odpowiedzialnych za gospodarkę kraju. Ostrej krytyce poddaje także programy ratunkowe (bailout), które tworzą „labirynt systemu ściekowego zaprojektowanego w ten sposób, aby do zwykłych ludzi trafiały same ścieki, a czysta woda płynęła na Wall Street.”
W 2012 r. informacje o aferach finansowych trafiały na pierwsze strony gazet, a publikacje Taibbiego analizujące ich przebieg spowodowały, iż autora regularnie zapraszano w roli eksperta do studiów telewizyjnych ogólnokrajowych nadawców. W dyskusji na temat manipulacji kursem LIBOR relacja Taibbiego została wyróżniona przez prezesa Better Markets Inc., Dennisa Kellehera, jako najważniejsze źródło na ten temat.
W lutym 2014 r. Taibbi dołączył do zespołu First Look Media, aby redagować tytuł poświęcony korupcji w świcie polityki i finansów „Racket”. Jednakże w następstwie sporów pomiędzy Taibbim a kierownictwem First Look Media, początkowo opóźniano wydanie „Racket”, a ostatecznie zostało ono odwołane. W październiku 2014 r. Taibbi wrócił do redakcji „Rolling Stone’a”.

### Dziennikarstwo sportowe
Od początku swojej kariery dziennikarskiej Matt Taibbi pisał felietony i komentarze dotyczące tematyki sportowej między innymi dla „The Moscow Times” i „The eXile”, a po powrocie do Stanów Zjednoczonych w 2002 r. dla „The Beast” i „New York Sports Express”. Do września 2010 r. Taibbi pisał kolumnę felietonową „The Sports Blotter” dla darmowego tygodnika „The Boston Phoenix”. Relacjonował w niej zatrzymania, procesy cywilne i karne z udziałem zawodowych, akademickich i szkolnych sportowców. Okazjonalnie pisze także artykuły dla redakcji sportowej „Rolling Stone’a” oraz powiązanego z nim czasopisma „Men’s Journal”.

## Nagrody
W 2008 r. Taibbi został uhonorowany nagrodą National Magazine Award w kategorii „Felietony i Komentarze” za trzy felietony opublikowane w „Rolling Stone”.
W sierpniu 2009 r. przyznano mu nagrodę Sidney Award za artykuł „The Great American Bubble Machine”. Według jednego z członków komisji przyznającej Sidney Award „Taibbi jest pierwszym dziennikarzem, który w prawidłowy sposób połączył historię, inteligencję i oburzenie, aby opisać niezwykle doniosłą rolę, jaką Goldman [bank Goldman Sachs] odegrał w wywołaniu kryzysu finansowego w Ameryce”.

## Kontrowersje
Czytelnicy „The eXile” rokrocznie głosowali w plebiscycie na najgorszego anglojęzycznego dziennikarza w Rosji. W 2001 tytuł ten przyznano naczelnemu redaktorowi moskiewskiego wydania „The New York Timesa” Michaelowi Winesowi. Taibbi uzasadniając wybór Winesa jego hipokryzją i arogancją, barwnie opisał jak wraz ze współpracownikami z redakcji „The eXile” upokorzył dziennikarza, rzucając mu w twarz ciastem kremowym z końską spermą i fotografując całe zajście.
Hillary Clinton, Michael Bloomberg, Matt Drudge, Abe Foxman i Anthony Weiner wyrazili oburzenie z powodu satyrycznego artykułu Taibbiego pt. „The 52 Funniest Things About the Upcoming Death of the Pope”, opublikowanego w „New York Press”. W efekcie redaktor Jeff Koyen, który zatwierdził publikację został zwolniony ze stanowiska. Taibbi bronił artykułu, określając go jako „improwizowaną burleskę z mocno niesmacznymi dowcipami”, napisaną, aby pozwolić czytelnikom odetchnąć po długiej serii jego „pomstujących politycznych esejów”. Taibbi powiedział również, że był zaskoczony gwałtownymi reakcjami na artykuł, który powstał „pod wpływem słabnących oparów Vicodinu”.
Dziennikarz James Verini, który w 2010 przeprowadzał wywiad z Taibbim dla Vanity Fair, relacjonował, że Taibbi zwymyślał go i oblał kawą, a następnie zaczepiał go, gdy ten próbował się oddalić. Taibbi zareagował w ten sposób po tym, jak Verini wyraził swoją opinię, że książka The Exile: Sex, Drugs, and Libel in the New Russia była „zbędna i pełna bezużytecznych dygresji”. Taibbi później stwierdził, że wydarzenie to było „zupełnym zaprzeczeniem mojego zachowania przez ostatnie sześć czy siedem lat”.
Po śmierci konserwatywnego felietonisty Andrew Breitbarta, w marcu 2012 r., Taibbi napisał artykuł w magazynie „Rolling Stone” zatytułowany „Andrew Breitbart: Death of a Douche” (pol. Andrew Breibart: śmierć palanta). Publikacja ta oburzyła wielu konserwatystów, chociaż Taibbi utrzymywał, że artykuł jest „przynajmniej w połowie hołdem” dla zmarłego, wyrażającym szacunek dla pewnych aspektów jego stylu, a jednocześnie nawiązującym do wcześniejszego artykułu Breibarta, w którym autor wyraźnie naśmiewał się ze zmarłego Teda Kennedy’ego.

## Publikacje
- The Exile: Sex, Drugs, and Libel in the New Russia, (ISBN 0-8021-3652-4). 2000 r.
- Spanking the Donkey: On the Campaign Trail with the Democrats (ISBN 1-56584-891-8). New Press, 2005 r.
- Smells Like Dead Elephants: Dispatches from a Rotting Empire (ISBN 0-8021-7041-2). Grove Press, Black Cat 2007 r.
- The Great Derangement: A Terrifying True Story of War, Politics & Religion at the Twilight of the American Empire (ISBN 0-385-52034-4). Spiegel & Grau, 2008 r.
- Griftopia: Bubble Machines, Vampire Squids, and the Long Con That Is Breaking America (ISBN 0-385-52995-3). Spiegel & Grau, 2010 r.
- The Divide: American Injustice in the Age of the Wealth Gap (ISBN 978-0-8129-9342-4). Spiegel & Grau 2014 r.